# Congregazione cristiana nel Brasile
La Congregazione cristiana nel Brasile (in portoghese Congregação Cristã no Brasil) è stata fondata dal missionario italiano Luigi Francescon (1866-1964) a Santo Antônio da Platina - Paraná nel 1910. 

## Storia
Francescon venne in Brasile da Chicago, Illinois (USA) per compiere il lavoro missionario fra gli immigrati italiani.
Già da alcuni anni aveva lasciato la Prima Chiesa presbiteriana italiana, di origine valdese a causa della sua credenza nel battesimo in acqua per immersione dei credenti. Successivamente, nel 1907, aveva accettato la dottrina dei miracoli e del battesimo del Spirito Santo nella missione pentecostale di North Avenue in Chicago.
Ciò faceva parte della prima ondata del pentecostalismo ed evidentemente alla denominazione pentecostale in primo luogo organizzata nel Brasile. Insieme alle Assemblee di Dio brasiliana (fondate nel 1911 a Pará dagli svedesi-americani Daniel Berg e Gunnar Vingren) la Congregazione Cristiana nel Brasile è uno dei movimenti evangelici più dinamici e che crescono più rapidamente a livello nazionale.
Francescon fu tra i fondatori pionieri della chiesa pentecostale italo-americana di Chicago, da dove gli evangelisti andarono alle colonie italiane per fondare delle chiese, principalmente nel nord-est. La maggior parte di quelle chiese sono state incorporate nella Chiesa Cristiana del Nord America. A Chicago lasciò dei missionari, come Giacomo Lombardi, per fondare chiese in diversi posti in Italia. In Italia la maggioranza dei Pentecostali italiani sono collegati alle Assemblee di Dio in Italia. 
Nel 2010, la Congregazione Cristiana nel Brasile aveva 2.3 milioni di membri e 18.000 congregazioni nel Brasile e un intenso lavoro missionario all'estero. Nella regione metropolitana di San Paolo, la chiesa mostra il suo punto di forza: ci sono 500.000 membri aderenti, distribuiti in 2.000 rami ed in una chiesa-madre nel distretto italiano del Brás che ospita una congregazione dei 5.000 membri.

## Dottrina
Nel 1927, nella città di Niagara Falls, NY, ci fu un convegno delle chiese pentecostali italiane negli Stati Uniti, in cui sono stati definiti i 12 articoli di fede e di dottrina, dopo l'accettazione da parte della Congregazione Cristiana nel Brasile: 
I. Noi crediamo ed accettiamo l'intera Bibbia come infallibile parola di Dio, ispirata dallo Spirito Santo; sola e perfetta regola della nostra fede e condotta; alla quale nulla si può aggiungere o togliere, essendo essa la potenza di Dio in salute ad ogni credente. 2 Pie. 1:21; 2 Ti. 3:16,17; Rom. 1:16.
II. Noi crediamo che vi è un solo Dio vivente e vero, eterno d'infinita potenza, creatore di tutte le cose; e che nell'unità di esso vi sono tre persone distinte, il Padre, il Figliuolo e lo Spirito Santo. Ef. 4:6; Mat. 28:19; Giov. 5:7.
III. Noi crediamo che il Figliuolo di Dio è la parola fatta carne, che assunse l'umana natura in seno a Maria Vergine, e così vero Dio e vero uomo, due nature in una sola persona, la divina e l'umana; e che perciò è l'unico Salvatore il quale realmente soffrì la morte non solo per la colpa primitiva, ma eziandio per i peccati attuali dell'uomo. Giov. 1:14; Luc. 1:27-35; 1 Piet. 3:18.
IV. Noi crediamo nell'esistenza personale del diavolo e dei suoi angeli, spiriti maligni, il quale insieme a loro sarà eternamente punito nello stagno di fuoco. Matt. 25:41.
V. Noi crediamo che la rigenerazione, o la nuova nascita, si riceve soltanto per la fede in Cristo Gesù; il quale è stato dato per le nostre offese, ed è risuscitato per la nostra giustificazione. Quelli che sono in Cristo Gesù (purgati col suo sangue) sono nuove creature ed hanno lui per sapienza, e giustizia, e santificazione, e redenzione. Ro. 3:24, 25; 2 Cor. 5:17; 1 Cor. 1:30.
VI. Noi crediamo al battesimo dell'acqua con una sola immersione nel nome del Padre, e del Figliuolo, e dello Spirito Santo secondo il comandamento del Signor Gesù. Matt. 28:18,19.
VII. Noi crediamo al battesimo dello Spirito Santo come esperienza che si riceve dopo la salvezza con il segno di parlare nuove lingue come lo Spirito dà di ragionare. Fatti 2:4; 10:45-47 19:6.
VIII. Noi crediamo che nella santa cena il corpo di Cristo è dato, ricevuto e mangiato in un modo celeste e spirituale: è che il mezzo pel quale è ricevuto e mangiato è la fede. Luc. 22:19; 1 Cor. 11:24.
IX. Noi crediamo che è necessario di astenersi dalle cose sacrificate agl'idoli, dal sangue, dalle cose soffogate, e dalla fornicazione, come è stato decretato dallo Spirito Santo nell'Assemblea generale che fu tenuta in Gerusalemme, secondo Fatti 15:28,29; 16:4; 21:25.
X. Noi crediamo che Gesù Cristo portò sopra di sé tutte le nostre malattie, ed è perciò che ubbidiamo al comandamento: È alcuno di voi infermo? Chiami gli anziani della chiesa, ed orino essi sopra lui, ungendolo d'olio, nel nome del Signore. E l'orazione della fede salverà il malato, e il Signore lo rileverà; e s'egli ha commessi dei peccati, gli saranno rimessi. Matt. 8:17; Giac. 5:14.
XI. Noi crediamo che il Signore stesso (prima del millennio) con acclamazione di conforto, con voce d'arcangelo, e con tromba di Dio, discenderà dal cielo; e quelli che sono morti in Cristo risusciteranno primieramente. Poi noi viventi che saremo rimasti, saremo con loro rapiti nelle nuvole a scontrare il Signore nell'aria; e così saremo sempre col Signore. 1 Tess. 4:16,17; Apo. 20:6.
XII. Noi crediamo che la resurrezione corporale di tutti i morti, così giusti come ingiusti avverrà. E questi andranno alle pene eterne e i giusti nella vita eterna. Fatti 24:15; Matt. 25:46.

## Organizzazione

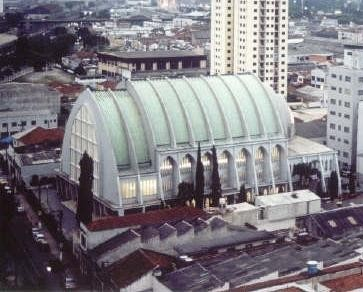
Sede della Congregazione Cristiana nel Brasile a San Paolo.

La chiesa è gestita da un collegio di anziani e diaconi.
- Anziano - responsabile della cura del popolo, eseguendo battesimi, Santa Cena, l'ordinazione dei nuovi ministri (anziani e diaconi), presentazione della sede ministeriale e Cooperatori dell'ufficio ministeriale, Cooperatori di giovani e bambini, incontri dei giovani per il servizio incaricato di dare insegnamenti della chiesa, cura gli interessi e il benessere spirituale della chiesa, tra le altre funzioni;

- Diacono - responsabile della cura e assistenza materiale alla chiesa. Egli è aiutato dalle sorelle dell'Opera della Pietà. Come per gli Anziani, si incontrano in diverse congregazioni nella loro zona;

Oltre ai ministri previsto dallo statuto, ci sono altre posizioni o funzioni: 
- cooperatore dell'Ufficio ministeriale - ufficio informale per l'assistenza degli anziani, è responsabile della cooperazione per presiedere i culti ufficiali. Non celebra i battesimi, la Santa Cena, per gli incontri giovanili, le ordinanze, tra le altre cose che può essere inserita solo l'anziano o il diacono.

- cooperatore della gioventù e dei bambini - conduttore della scuola domenicale.

- musicista - membro attivo per suonare negli servizi religiose.

- Conduttore musicale - musicista, designato per coordinare l'educazione musicale e organizzazione l'Orchestra della Congregazione. Il "esaminatori" organisti sono donne per esaminare  altri organisti apprendisti nel processo di formalizzazione.

- Monitore dei bambini e della gioventù - giovani, uomini o donne celibe, incaricato di preparare e organizzare i recitativi e prendersi cura di ordine e organizzazione durante la scuola domenicale.

- Amministrazione - comitato composto da presidente, tesoriere, segretario, i tre nel consiglio di sorveglianza. Amministrazione sono eletti dagli anziani ogni tre anni e il Comitato per il Controllo annuale, ed ha confermato durante l'Assemblea Generale Annuale. Può essere riconfermato alla posizione. Nonostante lo statuto non vieta, non ci sono donne che occupano posizioni amministrative nella chiesa.